# Canton de Marseille-La Blancarde
Le canton de Marseille-la-Blancarde est une ancienne division administrative française située dans le département des Bouches-du-Rhône, dans l'arrondissement de Marseille. Ancien nom : Canton de Marseille IV

## Composition
Le canton de Marseille-La Blancarde se composait d’une fraction du 4e arrondissement de la commune de Marseille et d’une fraction du 12e arrondissement de la commune de Marseille.
| Nom                   | Code Insee | Intercommunalité                   | Population (dernière pop. légale)               |
| --------------------- | ---------- | ---------------------------------- | ----------------------------------------------- |
| Marseille (chef-lieu) | 13055      | Métropole d'Aix-Marseille-Provence | Fraction : 1 399(2012) Commune : 862 211 (2016) |

Quartiers de Marseille inclus dans le canton (partie du 4e arrondissement non comprise dans le canton de Marseille-Les Cinq-Avenues et une partie du 12e arrondissement) : 
- la Blancarde
- les Chartreux
- Chutes-Lavie
- Montolivet
- Saint-Barnabé

Il comptait 32 665 habitants (population municipale) au 1er janvier 2012.

## Représentation

### Conseillers généraux de 1833 à 1871 (canton de Marseille-Nord extra muros)
| Période                                  | Période | Identité                              | Étiquette | Qualité |
| ---------------------------------------- | ------- | ------------------------------------- | --------- | --- |
| 1833                                     | 1839    | Jacques David Rabaud aîné (1785-1849) |           | Négociant Président de la Chambre de commerce Ancien Maire de Marseille (1824)                                                           |
| 1839                                     | 1848    | Claude Nègre                          |           | Avocat, maire de Marseille (1849) |
| 1848                                     | 1855    | Fabricius Paranque                    |           | Fabricant de savon, conseiller municipal de Marseille Député (1837-1839) Président de la Chambre de commerce de Marseille de 1849 à 1852 |
| 1855                                     | 1867    | Jean-François Honnorat                |           | Propriétaire Maire de Marseille (1855-1859)                                                                                              |
| 1867                                     | 1871    | Théodore Bernex (1813-1889)           |           | Ingénieur civil Maire de Marseille (1864-1870)                                                                                           |
| Les données manquantes sont à compléter. |         |                                       |           | |

### Conseillers généraux du canton de Marseille-IV puis de Marseille-La Blancarde (1871 à 2015
| Période                                  | Période           | Identité                            | Étiquette                            | Qualité |
| ---------------------------------------- | ----------------- | ----------------------------------- | ------------------------------------ | --- |
| 1871                                     | 1871              | Thomas Bory (1809-1875)             |                                      | Avocat puis juge Maire de Marseille (1870-1871) |
| 1871                                     | 1880              | Charles Dupont                      | Républicain Radical                  | Ancien membre de la Commune de Marseille |
| 1880                                     | 1886              | Ernest Brémond                      | Républicain                          | Avocat |
| 1886                                     | 1889              | Philémon Gras                       | Socialiste Révolutionnaire           | Instituteur puis directeur d'un cabinet d'affaires |
| 1889                                     | 1891 (décès)      | Jean-Pierre Guicharnaud (1858-1891) | Socialiste Modéré                    | Ouvrier typographe au Petit Provençal |
| 1891                                     | 1895              | Ferdinand Vedel                     | Socialiste puis Radical              | Colleur de papiers peints |
| 1895                                     | 1901              | François Tassy (1861-1903)          | Socialiste                           | Avocat, conseiller municipal de Marseille |
| 1901                                     | 1902 (annulation) | Ambroise Maysonnave                 | Radical                              | Chef de bureau à la Préfecture des Bouches-du-Rhône |
| 1902                                     | 1925              | Dominique Duverger (1869-1925)      | Socialiste Révolutionnaire puis SFIO | Avocat au barreau de Marseille Président du Conseil Général (1917-1918) |
| 1925                                     | 1940              | Simon Sabiani                       | PSC puis PPF                         | Conseiller municipal (1919-1929) puis Premier adjoint au Maire de Marseille (1929-1935), conseiller d'arrondissement Député (1928-1936) Membre de la Commission administrative départementale (1941-1943) Nommé conseiller départemental en 1943 |
|                                          |                   |                                     |                                      | |
| 1945                                     | 1951              | Étienne Emmanuelli (1906-1958)      | PCF                                  | Ouvrier mineur, conseiller municipal de Gréasque |
| 1951                                     | 1958              | M. Milani                           | Rad.                                 | |
| 1958                                     | 1976              | Louis Gazagnaire (1903-1982)        | PCF                                  | Instituteur Conseiller municipal de Marseille (1953-1971) Ancien conseiller général du Canton de Marseille-3 |
| 1976                                     | 1988              | Jean-Jacques Léonetti               | PS                                   | Cadre à la Sécurité sociale Député (1981-1988) |
| 1988                                     | 1994              | Bernard Manovelli                   | DVD                                  | Avocat Président des Nouveaux Écologistes |
| 1994                                     | 2001              | Michel Dary                         | PRG                                  | Député Européen (1994-2004) |
| 2001                                     | 2015              | Maurice Di Nocéra                   | DL puis NC-UDI                       | Conseiller municipal de Marseille (2008-2014) Adjoint au maire de Marseille depuis 2014 (Grands Événements, Grands Équipements) |
| Les données manquantes sont à compléter. |                   |                                     |                                      | |

### Conseillers d'arrondissement du canton de Marseille-Nord extra muros (de 1833 à 1871)
| Période                                  | Période | Identité | Étiquette | Qualité |
| ---------------------------------------- | ------- | -------- | --------- | --- |
| 1833                                     |         | M. Raut  |           | Fabricant de savons à Marseille                                                                             |
| 1940                                     |         |          |           | Les conseils d'arrondissement ont été suspendus par la loi du 12 octobre 1940 et n'ont jamais été réactivés |
| Les données manquantes sont à compléter. |         |          |           | |

### Conseillers d'arrondissement du canton de Marseille-IV (de 1871 à 1940)
| Période                                  | Période          | Identité                         | Étiquette               | Qualité |
| ---------------------------------------- | ---------------- | -------------------------------- | ----------------------- | --- |
| 1871                                     | 1877 (démission) | Charles-Adolphe Sellier          |                         | Rentier à Saint-Barnabé, Président du Conseil d'arrondissement, conseiller municipal de Marseille           |
| 1877                                     | 1881 (démission) | Paul Durand                      | Républicain             | Ouvrier boulanger                                                                                           |
| 1881                                     | 1887 (décès)     | Louis Cavalier                   | Républicain             | Propriétaire à Marseille                                                                                    |
| 1887                                     | 1888 (démission) | Louis Nèble                      | Boulangiste             | Portefaix, ouvrier charpentier de marine, syndicaliste des Ports et Docks                                   |
| 1888                                     | 1895             | Vincent Olivier                  | Socialiste              | |
| 1895                                     | 1901             | Joseph Schurer                   | Soc.ind.                | Employé à la mairie de Marseille                                                                            |
| 1901                                     | 1919             | Jules Dianoux                    | Socialiste              | Pharmacien, Président du Conseil d'arrondissement                                                           |
| 1919                                     | 1922             | Paul Blanc (1890-1961)           | SFIO                    | Commerçant liquoriste, Président du Conseil d'arrondissement de Marseille                                   |
| 1922                                     | 1925             | Simon Sabiani                    | PSC                     | Conseiller municipal (1919-1929)                                                                            |
| 1925                                     | 1931             | Alexandre Eyssautier (1882-1962) | SFIO                    | Commerçant liquoriste, Président du Conseil d'arrondissement (1928-1931)                                    |
| 1931                                     | 1940             | Gustave Chipponi (1891-1971)     | Front français puis PPF | Employé |
| 1940                                     |                  |                                  |                         | Les conseils d'arrondissement ont été suspendus par la loi du 12 octobre 1940 et n'ont jamais été réactivés |
| Les données manquantes sont à compléter. |                  |                                  |                         | |

## Deux photos du canton
|  |  |

## Démographie
| 1982 | 1990 | 1999 | 2006   | 2011   | 2012   |
| ---- | ---- | ---- | ------ | ------ | ------ |
| -    | 0    | 0    | 32 095 | 32 555 | 32 665 |